# Callinectes
Callinectes Stimpson, 1860, granchio nuotatore è un genere di crostacei decapodi appartenenti alla famiglia Portunidae.

## Distribuzione
Provengono soprattutto dall'oceano Atlantico. È nota una sola specie proveniente dall'oceano Pacifico e dall'oceano Indiano.

## Alimentazione
Sono onnivori.

## Tassonomia
- Callinectes affinis Fausto, 1980
- Callinectes amnicola Rochebrune, 1883
- Callinectes arcuatus Ordway, 1863
- Callinectes bellicosus Stimpson, 1859
- Callinectes bocourti A. Milne-Edwards, 1879
- Callinectes danae Smith, 1869
- Callinectes diacanthus
- Callinectes exasperatus Gerstaecker, 1856
- Callinectes gladiator Benedict, 1893
- Callinectes marginatus A. Milne-Edwards, 1861
- Callinectes ornatus Ordway, 1863
- Callinectes pallidus Rochebrune, 1883
- Callinectes rathbunae Contreras, 1930
- Callinectes sapidus Rathbun, 1896
- Callinectes similis Williams, 1966
- Callinectes toxotes Ordway, 1863